# 階伯 (テレビドラマ)
『階伯』（ケベク　ハングル:계백）は、2011年7月25日から11月22日まで放送された韓国MBCのテレビ時代劇。全36話。2006年のドラマ『朱蒙』の製作陣が手がけた。日本ではBSフジ、KNTVにて放送された。新羅・唐連合軍に滅ぼされた百済の実在の人物・階伯を主人公として創作され、「三国史記」や「日本書紀」の記述をベースにしている。

## 登場人物

### 主要人物
- ケベク：イ・ソジン / 少年期：イ・ヒョヌ

百済の将軍。ムジンの息子。養母ウルリョの子ムングンとともに酒店の店員で働きながら、市場街で平民として育つ。そこに出入りする商人の娘ウンゴに恋心を抱くようになる。父ムジンの死後、国境近くの村に送られるが、そこで新羅軍の捕虜となり新羅で成長、彼はそこでイリ（狼）と呼ばれるようになる。
ケベクは新羅で百済の援軍として来たウィジャと再会して、復讐のために彼の首に刀を突き付けるが、父の死の背後にはもっと巨大な存在があることを知り、ウィジャへの誤解は解け、復讐心を捨て、ウィジャやウンゴとともに新しい国づくりに尽力するようになる。
- ウィジャ：チョ・ジェヒョン / 幼年期：チェ・ウォノン、少年期：ノ・ヨンハク

百済の最後の王。武王とソンファ王妃の息子。母ソンファ王妃が新羅出身であったこともあり、出生時からサテク妃一派から狙われ、命の危険に晒されながら育つ。母の死後、ムジンとも生き別れ、追っ手を逃れて一人でサビ（泗沘）城に戻ってからは、サテク妃にへつらいながら無能なふりをして暮らしていた。サテク妃を倒すために、ケベク、ソンチュン、フンスと義兄弟の契りを交わす。自分のために命まで捨てたムジンの息子であるケベクに兄弟のような友愛と熱い友情と抱いていたが、権力を得て徐々に変わっていく。名君を夢見るも挫折する。
- モク・ウンゴ：ソン・ジヒョ / 幼年期：チョン・ミンソ、少女期：パク・ウンビン

モク・ハンビョクの娘。ずば抜けた美貌と聡明さ、気品と魅力を取り揃えた女性。機知に富む智略家であり、政治家でもある。商家で育ちながらも、父の方針で中国語を学び、国際情勢に関心を持つようになり、後に彼女が商団を組職、運営するのに大きな力となる。両親の復讐のためにサテク妃に取り入り、その父の養女となり、その一方でサテク妃を倒すためにウィジャと手を組み隠密裏に彼を助ける。ケベクとウィジャから愛されるが、ウィジャの計略により不本意ながらウィジャの妻になる。のちにウィジャが王位に就いた時には王妃となった。
- 武王：チェ・ジョンファン

ウィジャの父。ソンファ王妃、サテク妃の夫。新羅王族のソンファと婚姻したことが弱みとなり、家臣たちにしばしば苦しめられて押さえつけられて過ごした。息子のウィジャを心から愛しているが、ウィジャの命の危険を考え表面上は冷たく接する。その後、最後までウィジャには強力な王権を握るよう志を伝え、波乱万丈な生涯を終える。
- サテク・クミョン：オ・ヨンス

武王の側室。第二妃。通称サテク妃。サテク・チョクトクの娘。キョギの母。王権を狙い画策する怜悧冷徹な人物。ウィジャを排除し、自分の子キョギを次の王に望むものの、キョギにその器量がないことも認めている。為済団を使い政敵を排除、ソンファ王妃も死に追いやった。無能なふりをするウィジャを怪しみ、復讐心を抱いていることを見抜いている。ムジンを愛し、武王もそのことを承知している。

### 武王の陣営
- ムジン：チャ・インピョ

ケベクの父親。徳率（トクソル）。武王の師匠であり義弟であると同時に、ソンファ王妃とウィジャの護衛武士。サテク妃の計略でソンファ王妃とともに新羅の密偵の濡れ衣を着せられ逃亡。かろうじて危機を脱するも、逃亡中に妻の命と引き換えるケベクを得る。その後、刺客を生業としながら、人知れず為済団を追っていた。ウィジャとケベクを助けるため、反乱を起こしたと装い自らウィジャに殺される。
- ユンチュン：チョン・ソンモ

武王、ウィジャの二代にかけて活躍した忠臣。武王の右腕だった。
- ウィジク：チェ・ジェホ

武王、ウィジャの二代にかけて活躍した忠臣。サテク妃と一時は良い仲だった。
- ウンサン：キム・ドンヒ

新羅の石吐（ソクト）城を攻略した戦士。ウィジャの即位初め頃まで登場する忠臣。壮絶な戦死を遂げる。
- ワン・ヒョリン：キム・ジノ

朝廷佐平（チョジョンジャピョン、司法担当の大臣）。中国系の百済人。ウィジャ王の時代には中道勢力となる。
- サゴル：ソ・ボムシク

将軍。武王に絶対の忠誠を捧げる忠臣。若い頃、武王の命を受けて戦場で大きく活躍した。武王の決断を促す人物。

### サテク妃の側近
- サテク・チョクトク：キム・ビョンギ

サテク妃の父親。佐平（チャピョン、百済の最高官職）。大姓八族（テソンパルチョク、百済最大の派閥）のリーダーで、政事巌（チョンサアム）会議を率いる。武王も一目置く権力者。百済への忠誠心は厚く、知略と権謀術数に長け情勢にも明るい。
- キョギ：チン・テヒョン / 幼年期：ナム・ダルム、少年期：ソ・ヨンジュ

武王とサテク妃の息子。ウィジャの異母弟。サテク妃の権力をかさに育つ。好戦的で野心家。異母兄のウィジャの命を狙っている。その無慈悲さが政敵を圧し、部下軍士らの絶対服従を引き出すが、徳のない恐怖政治の虚しさ、限界性を示す人物。
- キミ：キム・ジュンギ

内臣佐平（ネシンジャピョン、王命伝達の大臣）。サテク妃とキョギの参謀。狡猾な人物で、優れた行政能力と知略でサテク妃とサテク・チョクトクに重用される。
- ヘス：ユン・ヨンモク

武王時代の将軍。衛士佐平。大ソンパル族の主要人物の一人で、サテク・チョクトクに忠誠を捧げる。自分で判断する能力はないが、和合を重要視する馬鹿正直な人物。
- ヒョソ：リュ・ジェヒ

サテク妃の侍女。キョギの妻になりたがっている。

#### 為済団
- クィウン：アン・ギルガン

為済団の団長。サテク妃に忠誠を尽くす。
- ナムジョ：チョ・サンギ

為済団団員。クィウンの後釜を狙う。変化が激しく鋭利な剣術の持ち主。
- プクチョ：パク・ユファン

為済団団員。

### ウィジャ王の陣営
- ヨン・ムンジン：イム・ヒョンシク

百済の元老。早くからウィジャの資質に気づき、娘を嫁がせウィジャを支援する。武王と謀ってサテク一族を一掃しようとするが、逆にサテク妃の計略にはまり、悲運の死を遂げる。
- ヨン・テギョン：チョン・ギソン

ヨン・ムンジンの息子。父とともにウィジャを支援し、父と運命を共にする。
- ヨン・テヨン：ハン・ジウ

ヨン・ムンジンの娘。ウィジャの最初の妻。太子プヨ・ユンとプヨ・テの二人の王子を儲ける。
- チョレン：チェ・ヒジェ

ウィジャに仕える宦官。
- チョンダニャン：イ・テギョン

巫女。元東明廟の神女。宮殿から追放され身を隠していたが、突如宮殿に姿を見せ、その後もウンゴやキョギに会うなど、予言によって間接的に政治に関与する。「ウンゴが王妃になれば百済は滅びる」と予言する。

#### 佐平
佐平：百済の大臣のこと
- チングク：スン・ドンウン

兵官佐平（ピョングァンジャピョン、軍事担当の大臣）。
- ヒョプチョン：イ・ビョンシク

内官佐平（ネグァンジャピョン）。
- ペグン：チョン・ハノン

内頭佐平（ネドゥジャピョン、財政担当の大臣）。

### ウンゴの側近
- チョンドル：クォン・ヨンウン

黎明（ヨミョン）団の一員。鍛冶職人。ケベクの偃月刀を作った人物で、ムジンとの縁が深い。皮肉屋なところがある。
- チョヨン：ヒョミン / 少女期：ハン・ボベ

気さくで腕白小僧のように見られるが、難しい状況の中でもいつも明るくて明るさを失わない肯定的な性格の持ち主。両親を失い一人になった自分をかくまい実の妹のように育てたウンゴに忠実に従う。ケベクに思いを寄せ、のちに彼の妻となる。
- イムジャ（任子）：イ・ハヌィ

商人。ウンゴの右腕となって支援する。唐や倭国はもちろん敵国相手でも関係なく商売する。のちに佐平まで出世する。
- チョンファ：オ・ジヨン

ウンゴの侍女。冷静にウンゴを補佐する。内心ではウンゴが平凡な女性としての幸せを見つけることを願っている。
- ヨンミョ（英卯）：チェ・ラン

ヨンミョ商団の長。奴隷市場に出されたウンゴと母を買い取り、ウンゴを商団に導いた人物。イムジャとともにウンゴを助力する。ウンゴを助けるために自害。

### ケベクの側近
- ソンチュン：チョン・ノミン

諸葛孔明に比肩される優れた策士。元百済の役人で、新羅の捕虜となっている時にケベクと出会い、ケベクの師匠となる。新しい百済の基礎固めに、優れた行政手腕を発揮する。百済の忠臣。
- フンス：キム・ユソク

優れた知略家で、ソンチュンとともに百済を率いる双璧。行政面で力を発揮するソンチュンに対し、軍事的知略に秀でる。ケベクの軍帥。ソンチュンの知己。百済の忠臣。
- トッケ：ユン・ダフン

殺人の請負人。ムジン・ケベク父子を苦しめ続ける。軽薄なところがある。
- テス：コ・ユヌ / 少年期：イ・プンウン

市場街で暴れていた頃からケベクに従っていた昔からのケベクの仲間。ケベクが捕虜として新羅に連れて行かれる時、彼を救おうとヨンスとともに新羅との接戦地域へ向かう。後に出世して、ケベクと共にファンサンボル（黄山伐）の戦いにも出て行く。
- ヨンス：チャン・ヒウン / 少年期：イ・チャノ

テスの弟。兄同様、幼い時期からケベクに従っていた。新羅で戦争捕虜生活中、気に入らなかったソンチュンを困らせるが、彼に命を救われるとすぐに命の恩人と崇めるようになる。
- ペクパ：チョ・ギョンフン

元山賊の頭領。すごい力持ち。ケベクとフンスに山中の砦を占領されて以後、ケベクに無条件に忠誠を尽くす。無知だが義理がたい男。
- ポドゥク：ユン・ウォンソク

百済から新羅に送り込まれた密偵。百済の言葉はすべて忘れ、新羅の言葉だけ使う。変装の達人で、居酒屋の女の情報から宮中の詳細情報まで精通しており、その情報を通してケベクを大いに助ける。
- ヨルベ：キム・ユジン

トッケの愛妾。

#### ムジンの家族
- ミョンジュ：チョン・ソヨン

ムジンの妻。ケベクの母。逃亡中、命を引き替えにケベクを出産する。
- ウルリョ：キム・ヘソン

ケベクの育ての母。荒っぽい性格だが多情な面もある。ケベクたちとともに為済団にムジンに対する人質として捕らわれ、殺される。普段から実子のムングンより養子のケベクに優しく接する。
- ムングン/ポリョ：キム・ヒョンソン / 青年期：イ・ミノ

ウルリョの連れ子。ケベクの義兄。多少利己的な性格だが、ケベクとは実の兄弟のように育った。だが、家族を殺すという脅しにも屈さず母を見殺しにしたムジンと、怪我をした母と自分を捨てて去ったケベクに裏切られたと感じ、敵意を抱く。ポリョと名乗って殺し屋を始め、トッケらを捕らえ手下とする。為済団への復讐に燃えている。

### 新羅
- キム・ユシン：パク・ソンウン

新羅の上将軍（サンジャングン）。三韓一統の夢を抱く野心家。ファンサンボル（黄山伐）の戦いでケベクと戦う。
- キム・チュンチュ：イ・ドンギュ

善徳女王の甥。のちの新羅国王・武烈王。ケベクが捕虜として新羅に連れられてきた時に最初に出会った人物。実利を優先し、外交手腕に秀でる。
- アルチョン：チョン・ジンギ

假岑（カジャム）城主。
- ピルタン：ソン・ナッキョン

玄武信徒（ヒョンムシンド）の花郎。後にピダムの反乱に加担。
- キム・ソヒョン：イ・ジョング

キム・ユシンの父。
- キム・フムスン：クォン・ギジュ

キム・ユシンの弟。

### その他
- ソンファ：シン・ウンジョン

新羅王家出身の武王の正妃。ウィジャの母。伝統性を重視する百済王室において異端視され、常に命の危険に晒される。サテク妃の陰謀で新羅の密偵の疑いをかけられ逃亡、無実を証明するためにウィジャをムジンに託し自害する。
- モッキョン：クァク・ミンソク

司軍部（サグンブ）の達率（タルソル）だった。
- モン・ハンドク

ウンゴの叔父。ウィジャの策略により処刑される。
- プヨ・テ：キム・ジンソン

ウィジャの二番目の息子。百済の滅亡危機に最後までサビ（泗沘）城に残って城を守る。
- プヨ・ヒョ：シン・ユノ

ウィジャとウンゴの間の息子。ウィジャは644年ユンを太子にするが、晩年にヒョを太子にした。最後に唐軍に投降、サビ城陷落後、唐に連行され一生を終える。
- カヒ：キム・ユジョン

カマクチェ村に住む少女。両親と弟を一度に失った衝撃で言葉を失う。負傷して森の中で気絶していたケベクを助ける。

## 日本語吹替
- ケベク：川島得愛
- ウィジャ：藤真秀
- モク・ウンゴ：うえだ星子
- 武王：仲野裕
- サテク・クミョン：棟方真梨子
- ムジン：加藤亮夫
- サテク・チョクトク：町田政則
- キョギ：岸尾だいすけ
- ソンチュン：木下浩之
- テス：板取政明
- トッケ：岡哲也
- キム・ユシン：佳月大人
- ミョンジュ：竹内絢子
- チョヨン：安藤瞳
- フンス：丸山壮史
- ヨンス：江藤博樹
- キム・チュンチュ：三上哲
- クィウン：里卓哉

※ポニーキャニオンのサイトによる。

## スタッフ
- 演出：キム・グノン、チョン・デユン
- 脚本：チョン・ヒョンス